# Катастрофа Ил-14 под Пензой
Катастрофа Ил-14 под Пензой — авиационная катастрофа самолёта Ил-14П, выполнявшего 30 октября 1960 года грузовой рейс 534 из Ленинграда в Саратов с промежуточной посадкой в Пензе.
Катастрофа произошла в Пензенской области, в 2 км юго-восточнее аэропорта Пензы.

## Последовательность событий
Экипаж 171-го авиаотряда Приволжского управления ГВФ выполнял грузовой полет. Груз — уплотнительные резинки для холодильников «Саратов» общим весом 426 кг.
Самолёт, выполняя заход на посадку, ушёл на второй круг, доложив причину — «залепило снегом стёкла». Со второго захода посадка была произведена в 21:07. После посадки погода по наблюдению метеорологической службы ухудшилась. Пошёл дождь и начал образовываться гололёд.
Руководитель полётов Тяпин, получив прогноз по гололёду, в 21:40 закрыл аэродром, но не отменил данное в 21:15 разрешение на вылет борта 52025 и, в ожидании смены, от руководства подготовкой к взлёту самоустранился. Затем, с опозданием на 40 минут, прибыл сменный руководитель полётов — Николенко. Тяпин передал ему, что борт 52025 сейчас будет взлетать, но ни метеоконсультации, ни должного инструктажа не провёл. Диспетчеры, считая, что полеты продолжаются, дали разрешение на выруливание и взлет.
Руководитель полётов Николенко к вылету борта 52025 отнёсся безучастно. Перед выруливанием осмотра со стороны технического состава и экипажа на наличие льда не произведено. Взлёт самолёта выполнен в 21:56. Фактическая погода — дождь, гололёд, видимость 4 км. Экипаж самолёта доложил об обледенении сразу после взлёта. По показаниям очевидцев на аэродроме шёл сильный дождь с обледенением их одежды. В 21:58 в 2 км юго-восточнее аэропорта самолёт № 52025 с левым креном 30-40° с небольшим снижением на большой скорости задел землю крылом. Через 40 м он ударился о землю левым двигателем, а затем правым двигателем о возвышенный склон оврага. Самолёт был обнаружен полностью разрушенным и горящим на вспаханном поле. Комиссия установила, что двигатели в момент столкновения с землей не работали.

## Экипаж
- Командир воздушного судна — Косолапов Алексей Иванович[источник не указан 1508 дней].
- Второй пилот — Горбунов Геннадий Иванович[источник не указан 1508 дней].
- Штурман — Елисеев Николай Васильевич[источник не указан 1508 дней].
- Бортмеханик — Прокофьев Владимир Георгиевич[источник не указан 1508 дней].
- Бортрадист — Марков Петр Иннокентьевич[источник не указан 1508 дней].